# José Luis Benlliure López de Arana
José Luis Mariano Benlliure López de Arana (Madrid, 5 luglio 1898 – Madrid, 26 novembre 1981) è stato un architetto, scultore e pittore spagnolo, che seppe fondere nelle sue opere il razionalismo funzionale con la creativa rielaborazione della storia mantenendo sempre  una dimensione umana nelle sue opere.

## Biografia

### Famiglia di origine
José Luis Benlliure López de Arana nacque in seno a una famiglia cosmopolita di artisti di area liberale. 
Era figlio dello scultore Mariano Benlliure y Gil (1862–1947) e della sua seconda moglie, la cantante Lucrecia López de Arana (1871–1927). Era nipote del pittore José Benlliure y Gil (1855–1937) e cugino del pittore José Benlliure Ortiz (1884–1916).

### Studi
Bambino precoce naturalmente inclinato all'arte, che respirava in casa sua, vinse il suo primo premio di pittura a nove anni d'età in un'esposizione di opere infantili a Valencia.
Fece i suoi primi studi a Madrid e poi a Londra, da dove rientrò dopo il 1914.  Viaggiò anche in Italia disegnando e dipingendo. 
A Madrid si iscrisse alla facoltà di architettura e frequentò l'ambiente progressista che gravitava intorno alla Casa degli studenti  ("Residencia de Estudiantes") facente capo alla ILE. Egli stesso faceva fatica a definirsi pittore piuttosto che architetto o scultore tanto era inclinato per queste tre forme d'arte che in lui non furono mai disgiunte.
Di questo periodo, 1918 circa,  è il ritratto che gli fece Joaquín Sorolla e che fu donato nel 1932 da suo padre Mariano Benlliure al Museo di belle arti di Valencia dove è esposto nella sala dedicata al suo autore.

## Attività

### In patria
Nel 1928 entrò a far parte dell'Ufficio ministeriale preposto alla costruzione degli edifici scolastici in Spagna. 

Lo scoppio della Guerra civile spagnola lo sorprese a Valencia, in Andalusia, dove si era trasferito. Nel 1937 venne deportato per motivi politici nel campo di concentramento di Saint-Cyprien (Pirenei Orientali) in Francia da cui fu liberato per l'intervento del generale Petain.

### In esilio in Messico
Nel 1939, al termine della Guerra Civile che vide vittoriose le armi della parte politica a lui avversa, emigrò in Messico dove a Città del Messico iniziò la sua vera carriera di architetto. Ricoprì incarichi per l'Istituto Nazionale di Belle Arti sezione Architettura. Fu membro dell'Accademia messicana di Architettura. In veste di professore tenne conferenze e scrisse svariati libri. Come architetto progettò molti edifici sia privati che pubblici.  Partecipò al progetto, anche decorativo, della nuova Basilica di Nostra Signora di Guadalupe e del complesso Aristos, in Messico. Nel Tempio della Medaglia miracolosa di Città del Messico disegnò i cartoni per le vetrate e per il mosaico della crociera del tempio. Sempre a Città del Messico realizzò il giardino pubblico dedicato a Antonio Machado.  
In Messico è considerato il massimo esponente del razionalismo storico. 
Suoi quadri e sculture, mai esposte, si trovano anche in numerose collezioni private.

### Rientro in Spagna
Nel 1949 rientrò in Spagna fissando prima la sua residenza a Maiorca  e poi dal 1950 a Madrid. 

 In Spagna si dedicò prevalentemente alla pittura.
Partecipò alle esposizioni presso l’Istituto Francese per l'America Latina nel 1967, la Galería Bética di Madrid nel 1976, la Galería Windsor di Bilbao nel 1977 e a San Diego in California con la Max-art international. Molti suoi quadri si trovano in collezioni private sia in Europa come nelle Americhe.
A Washington vinse la medaglia d'argento alla Biennale ispano-americana partecipando al concorso internazionale per la realizzazione della sede dell'Organizzazione panamericana della salute.

È stato professore di Storia dell'Arte, di progettazione architettonica e di disegno. 

Morì nel 1981 all'età di ottantatré anni.

Il 30 maggio 2007 è stato ricordato, insieme ad altri architetti spagnoli esiliati per motivi politici durante la Guerra civile spagnola, nella mostra Arquitecturas Desplazadas promossa dal Ministero per l'edilizia a Madrid.